# 瓦拉日
瓦拉日（法語：Varages，法語發音：[vaʁaʒ]）是法国普罗旺斯-阿尔卑斯-蓝色海岸大区瓦尔省的一个市镇，属于布里尼奥勒区。

## 地理
瓦拉日（43°35'51"N, 5°57'36"E）面积35.11 平方千米，位于法国普罗旺斯-阿尔卑斯-蓝色海岸大区瓦尔省，该省份为法国东南部沿海省份，北起上普罗旺斯阿尔卑斯省，西北角与沃克吕兹省接壤，西接罗讷河口省，南濒地中海，东临滨海阿尔卑斯省。
与瓦拉日接壤的市镇（或旧市镇、城区）包括：巴尔若勒、圣马丹德帕利耶尔、塔韦讷、拉韦迪耶尔。

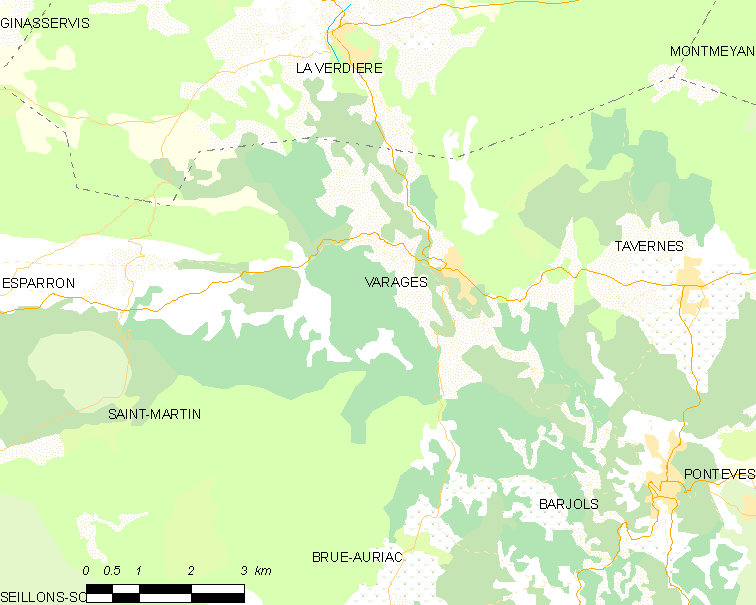
瓦拉日的OSM定位图

瓦拉日的时区为UTC+01:00、UTC+02:00（夏令时）。

## 行政
瓦拉日的邮政编码为83670，INSEE市镇编码为83145。

## 政治
瓦拉日所属的省级选区为圣马克西曼-拉圣博姆县。

## 人口

1962-2008年间瓦拉日人口变化图示

瓦拉日于2022年1月1日时的人口数量为1170人。